# Ross Béthio
Ross Béthio ist eine Stadt im Département Dagana der Region  Saint-Louis, gelegen im Nordwesten des Senegal.

## Geographische Lage
Ross Béthio genießt im Département Dagana eine zentrale Lage. Die Stadt liegt am Südostrand des Mündungsdeltas des Senegal-Stroms. Dieses füllt den Bogen aus, den der Strom im Abstand von 30 bis 20 Kilometer von Norden nach Westen um die Lage der Stadt beschreibt. Im Umkreis der Stadt wird die Schwemmlandebene des Deltas intensiv landwirtschaftlich genutzt und dadurch wird die Stadt zum Zentrum des Reisanbaus in Senegal.
Ross Béthio liegt 226 Kilometer nordöstlich von Dakar, 48 Kilometer nordöstlich der Regionalpräfektur Saint-Louis und 72 Kilometer südwestlich von Dagana.

## Geschichte
Im 19. Jahrhundert wurde das Dorf Ross Hauptstadt des Königreiches Bethio und führte den Namen dieses Reiches fortan als Namenszusatz.
Das Dorf Ross Béthio war Hauptort einer Communauté rurale und erlangte 2008 den Status einer Commune (Stadt). Damit verbunden war die Ausgliederung des Stadtgebietes aus dem Gebiet der Landgemeinde, die zudem geteilt wurde zwischen zwei neuen Hauptorten, den Dörfern Diama und Ngnith. Das Stadtgebiet schließt die Dörfer Raïnabé 1, Odabé Ndouty, Odabé Nawar 2, Ourioulbé Bégaye und Ngaw mit ein.

## Bevölkerung
Nach den letzten Volkszählungen hat sich die Einwohnerzahl der Stadt wie folgt entwickelt:
| Jahr | Einwohner |
| ---- | --------- |
| 1988 | …         |
| 2002 | 54.125    |
| 2013 | 11.588    |

## Verkehr
Die Nationalstraße N 2 verbindet Ross Béthio mit allen Städten der Flussregionen von Saint-Louis im Westen bis Kidira im Osten des Landes. Die nächstgelegenen Städte an der N2 sind Saint-Louis (51 km) im Südwesten und Richard Toll (55 km) im Nordosten.
Über die N2 ist Ross Béthio mit dem 47 km entfernt gelegenen Flughafen Saint-Louis und mit dem nationalen Luftverkehrsnetz verbunden.